# Nowa Słupia
Nowa Słupia (daw. Słupia Nowa) – miasto w Polsce położone w województwie świętokrzyskim, w powiecie kieleckim, siedziba gminy Nowa Słupia.
Prawa miejskie w latach 1351–1869 oraz ponownie od 1 stycznia 2019.
W obszar miasta wchodzą: 
| SIMC    | Nazwa        | Rodzaj i     |
| ------- | ------------ | ------------ |
| 1017066 | Kolonijki    | część miasta |
| 1017072 | Łazy         | część miasta |
| 1017089 | Radoszów     | część miasta |
| 0255527 | Święty Krzyż | część miasta |

## Położenie
Nowa Słupia położona jest w Górach Świętokrzyskich, na wschodnim krańcu Obniżenia Wilkowskiego. Znajduje się u stóp Łysej Góry (zwanej także Świętym Krzyżem) – drugiego co do wysokości wzniesienia Łysogór. Miasto graniczy ze Świętokrzyskim Parkiem Narodowym, znajdując się w jego otulinie.
Około 5 km na południowy wschód od Słupi położony jest szczyt Góry Jeleniowskiej w Paśmie Jeleniowskim. 3 km na północny wschód znajduje się Góra Chełmowa z rezerwatem przyrody chroniącym naturalne stanowiska modrzewia polskiego.
Przez Nową Słupię przebiegają drogi wojewódzkie: droga wojewódzka nr 751 – z Suchedniowa do Ostrowca Świętokrzyskiego, 753 – do Woli Jachowej (łącząca Słupię z Kielcami) oraz 756 – ze Starachowic do Stopnicy
Nowa Słupia jest punktem początkowym  zielonego szlaku turystycznego prowadzącego do Łagowa,  czarnego szlaku turystycznego prowadzącego na Szczytniak,  czerwonego szlaku rowerowego prowadzącego do Cedzyny oraz  czarnego szlaku rowerowego prowadzącego do Opatowa. Przez miasto przechodzi  niebieski szlak turystyczny z Łysej Góry do Pętkowic.

## Historia
Począwszy od XIII wieku do roku 1819, wieś była własnością opactwa benedyktynów na Świętym Krzyżu. Osada nosiła wówczas nazwę Słup. W 1351 r. opaci świętokrzyscy założyli miasto na mocy przywileju króla Kazimierza Wielkiego. Powstało ono w dogodniejszym miejscu, w porównaniu z poprzednim położeniem wsi, noszącej współcześnie nazwę Stara Słupia.

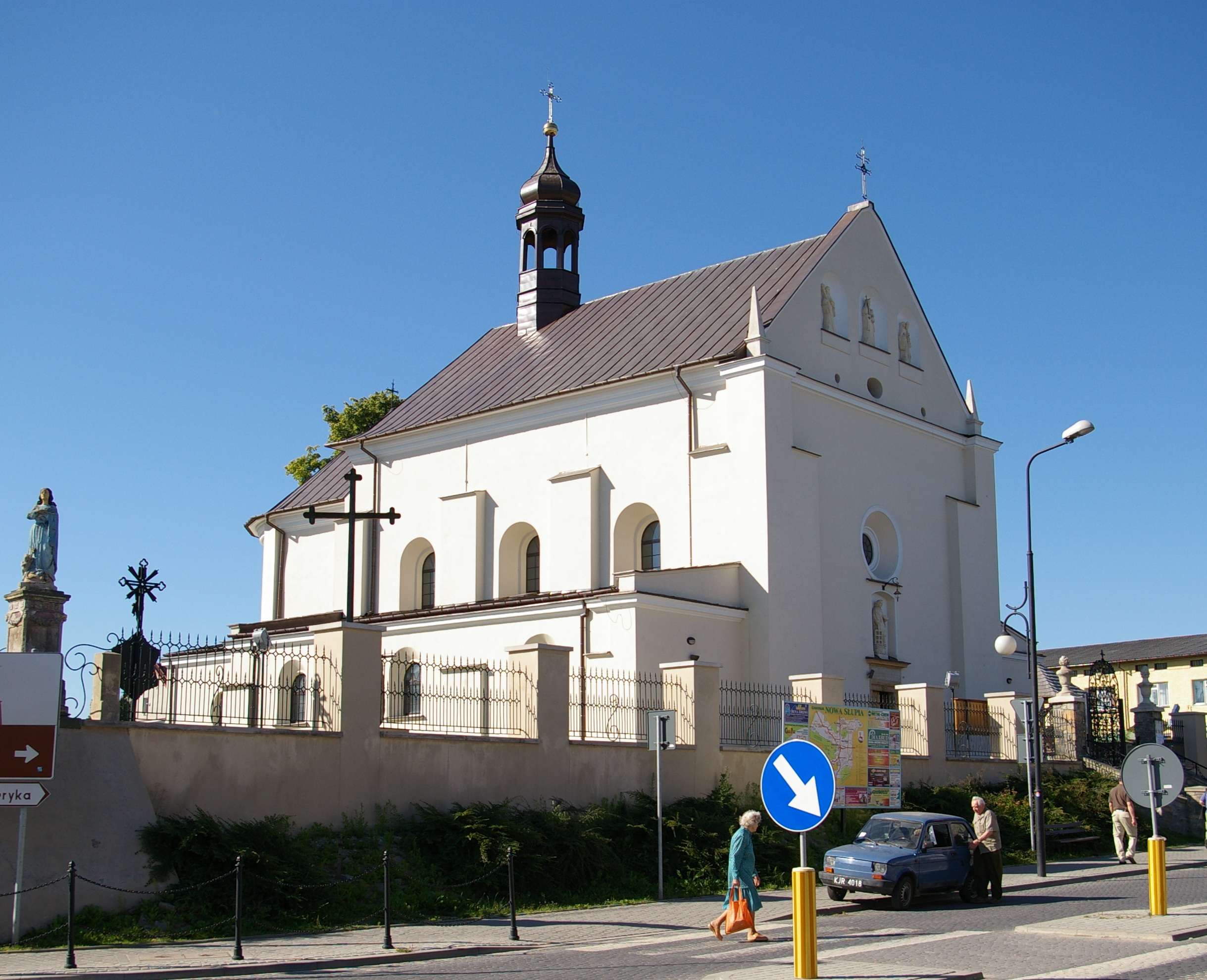
Kościół parafialny w Nowej Słupi

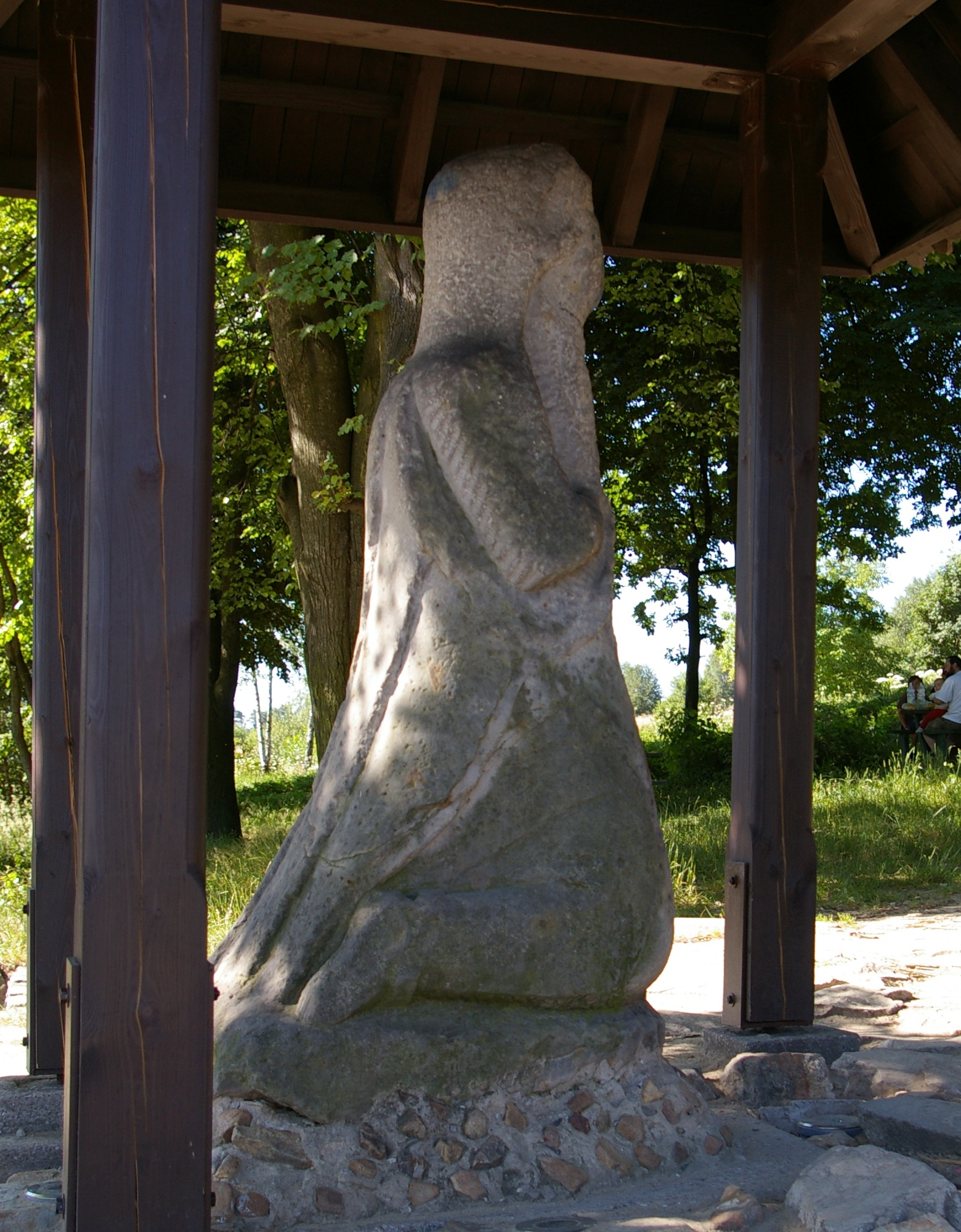
Kamienny pielgrzym

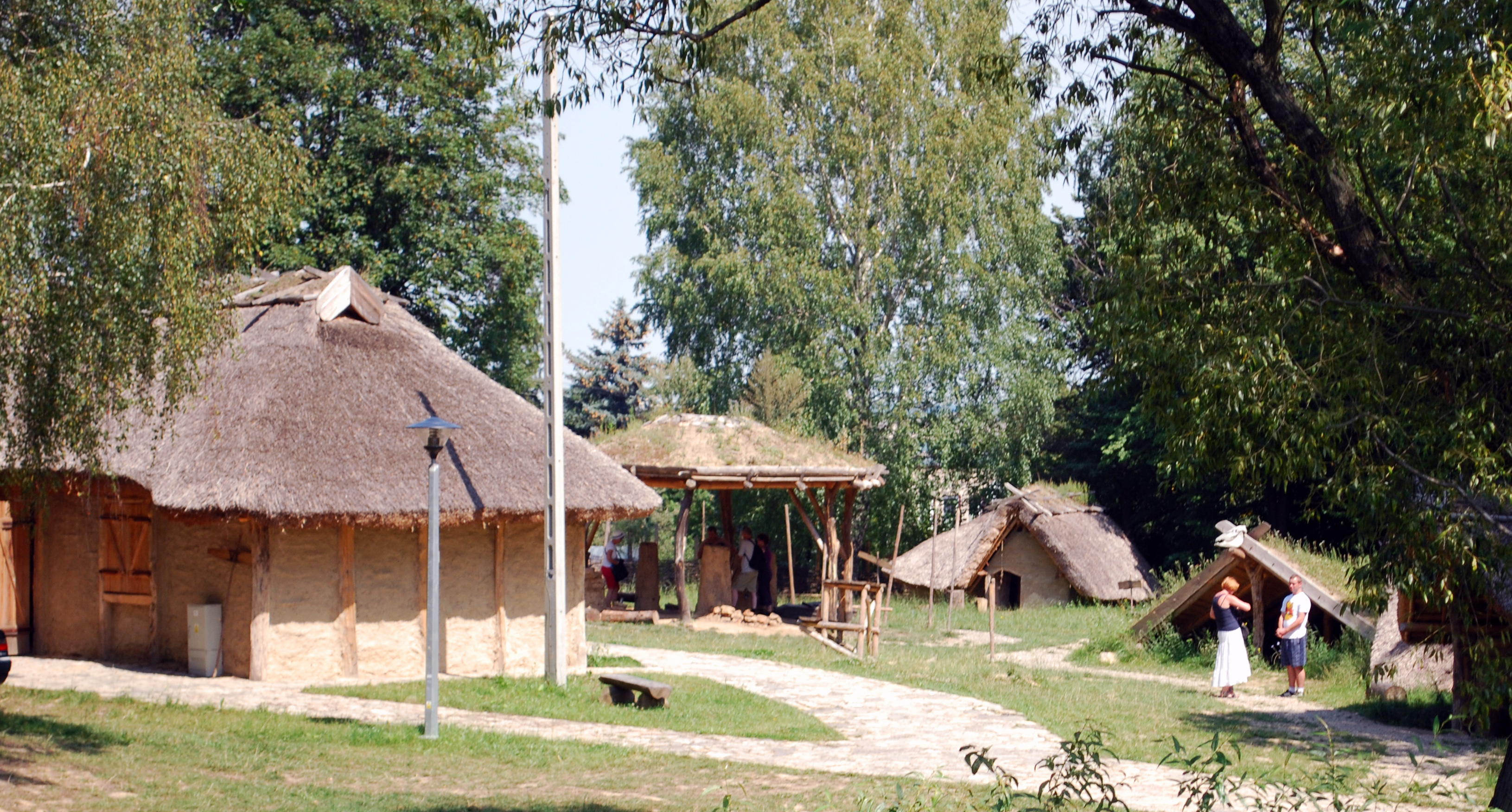
Fragment Centrum Kulturowo-Archeologicznego

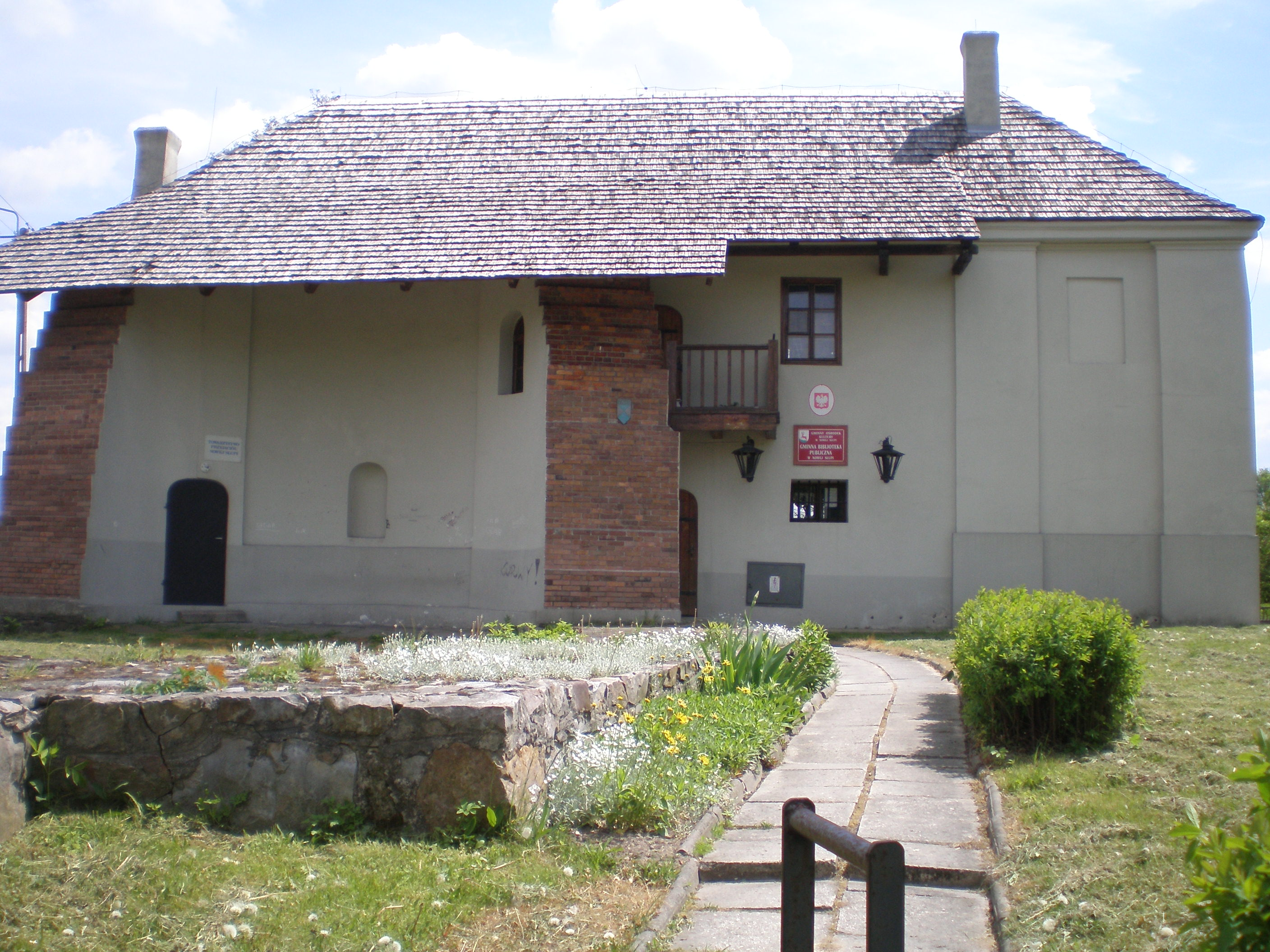
Dom Opata

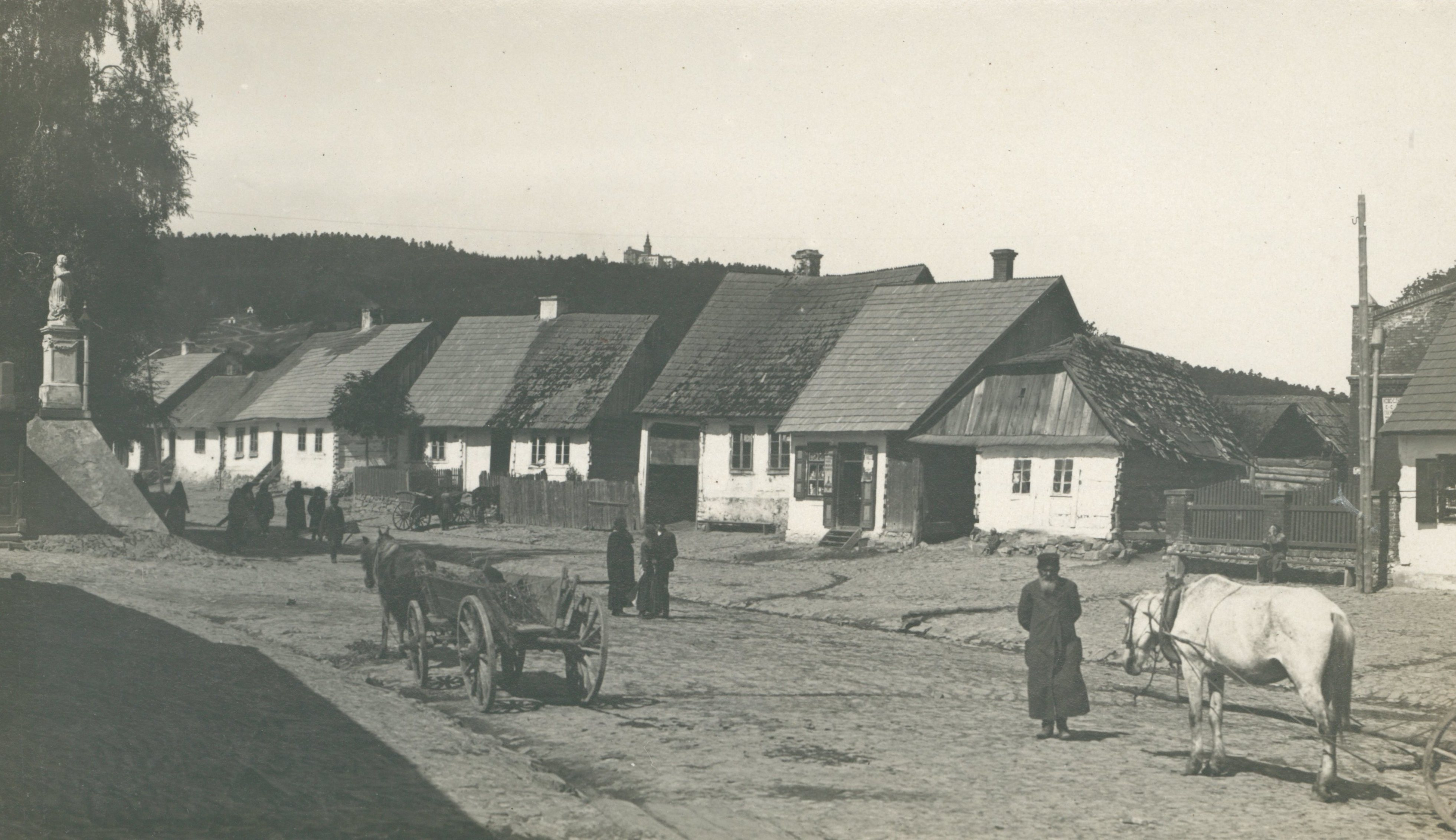
Ulica, 1920-1929

Rozwój miasta związany był z obsługą pielgrzymek na Święty Krzyż. W Nowej Słupi kilkukrotnie zatrzymał się m.in. król Władysław Jagiełło, pielgrzymujący do świętokrzyskiego klasztoru.
W 1405 r. Słupia otrzymała przywilej na odbywanie cotygodniowych targów. Liczba jarmarków z czasem zwiększyła się do dziewięciu. W 1578 r. miasto posiadało 2,5 łana, 21 warsztatów rzemieślniczych, 6 garncy gorzałczanych, młyn i stępę.
Po kasacji klasztoru w 1819 r. miasteczko podupadło. W 1869 r., po powstaniu styczniowym, Nowa Słupia utraciła prawa miejskie.
Przed II wojną światową osada miała 3350 mieszkańców. Na skutek wojny ich liczba zmniejszyła się do 1353 w 1946 r. W 1959 r. w Nowej Słupi wybudowano wodociąg i dom wycieczkowy. W 1960 r. powstało Muzeum Staropolskiego Hutnictwa.
Podczas okupacji hitlerowskiej, w 1941 roku Niemcy utworzyli getto dla żydowskich mieszkańców oraz przesiedlonych z innych miejscowości. Przebywało w nim około 2500 Żydów. W październiku 1942 zostali do obozu zagłady Treblinka II i tam zamordowani. W Nowej Słupi stacjonował oddział niemieckiej żandarmerii dowodzony przez Alberta Schustera zwanego Katem Łysogór.
W latach 1975–1998 Nowa Słupia położona była w województwie kieleckim.
Współcześnie Nowa Słupia jest ośrodkiem turystycznym w Górach Świętokrzyskich. W miejscowości tej co roku odbywa się festyn archeologiczny Dymarki Świętokrzyskie, na którym prezentowane są m.in. starożytne metody wytopu żelaza.

## Konsultacje lokalne w sprawie nadania statusu miasta (2017)
Uchwałą XLII/72/17 Rada Gminy postanowiła o przeprowadzeniu konsultacji w sprawie nadania statusu miasta w terminie 1.01–28.02.2018 r.. Konsultacje społeczne przeprowadzone zostały w terminie od 1 stycznia do 28 lutego 2018. Wyniki prezentują się następująco: a) gmina Nowa Słupia (frekwencja 6,73% = 523 osoby): za 94,58% (523 osoby), przeciw 4,34% (24 osoby); wstrzymało się 1,08% (6 osób); b) miejscowość Nowa Słupia (frekwencja 9,42% = 110 osób): za 91,82% (101 osób), przeciw 8,18% (9 osób); wstrzymało się 0% (0 osób). Uchwałą XLIX/25/18 z dnia 7 marca 2018 Rada Gminy złożyła wniosek o nadanie statusu miasta miejscowości Nowa Słupia. Po 150 latach, od 1 stycznia 2019 roku, Nowa Słupia znów stała się miastem.

## Zabytki i atrakcje turystyczne
- Kamienny pielgrzym – figura klęczącego mężczyzny usytuowana nieopodal głównego wejścia do Świętokrzyskiego Parku Narodowego, przy drodze na Święty Krzyż. Według legendy to pełen pychy, pielgrzymujący ongiś na Święty Krzyż rycerz, który skamieniał po tym, gdy oświadczył, że bijące na szczycie klasztorne dzwony biją na jego cześć. Od tego czasu ma przesuwać się co rok o ziarenko piasku, a kiedy dotrze na szczyt nastąpi koniec świata.
- Muzeum Starożytnego Hutnictwa Świętokrzyskiego im. Mieczysława Radwana – wybudowane w miejscu, w którym odkryto pozostałości dymarek pochodzących z okresu od I do III wieku. W muzeum, poza odkrytymi dymarkami, prezentowane są także wyroby żelazne wykonane z pochodzącego z nich surowca. Wyjaśniona jest również technologia wytopów.
- Centrum Kulturowo-Archeologiczne – w którym znajdują się rekonstrukcje chat wiejskich, dymarek i fragment umocnień wykonanych na wzór Wału Hadriana. Centrum stanowi zaplecze dla festiwalu „Dymarki Świętokrzyskie”, który odbywa się w Nowej Słupi w jeden z weekendów sierpniowych[16].
- Kościół parafialny pw. św. Wawrzyńca – wybudowany w 1678 r. w stylu późnorenesansowym; wyposażenie kościoła barokowe.

Wpisany do rejestru zabytków nieruchomych (nr rej.: A.437 z 16.10.1956 i z 15.02.1972).
- Dom Opata – przy ul. Świętokrzyskiej; dawna plebania, nieistniejącego już kościoła św. Michała; obecnie siedziba biblioteki publicznej i punkt informacji turystycznej.

Wpisany do rejestru zabytków nieruchomych (nr rej.: A.438 z 19.01.1973).
- Kapliczka z początku XX w. – wzniesiona na miejscu figury św. Floriana; wewnątrz znajdują się figury Chrystusa i św. Marii Magdaleny.

Atrakcje turystyczne umiejscowione na Świętym Krzyżu
Atrakcje turystyczne na terenie Łazów
Badania archeologiczne wykonane przez zespoły badaczy wykazały na obszarze Łaz 24 stacje żużla ponumerowane i opisane z okresu wpływów rzymskich.

Festyn archeologiczny Dymarki Świętokrzyskie
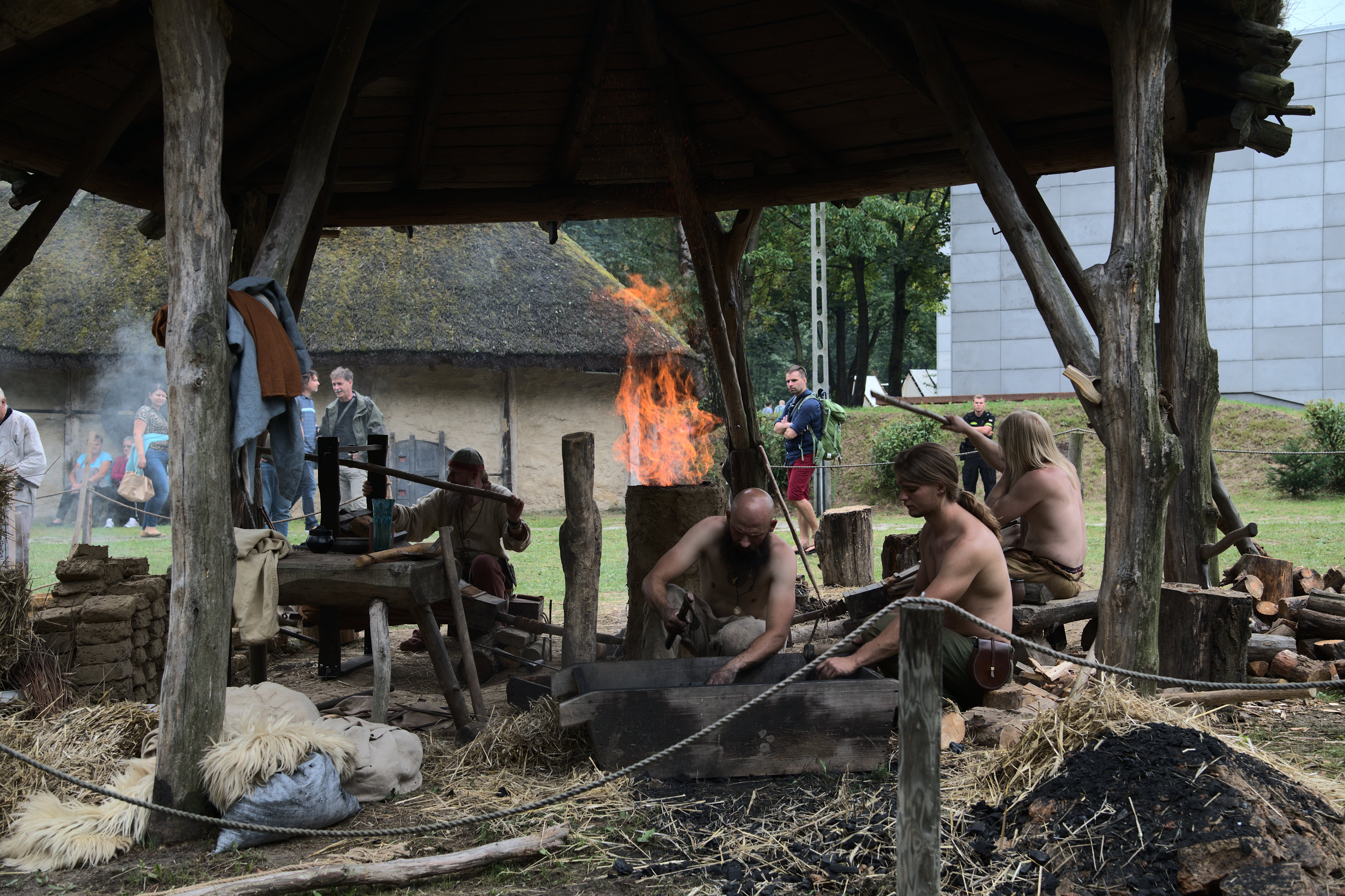
Dymarki Świętokrzyskie w Nowej Słupi
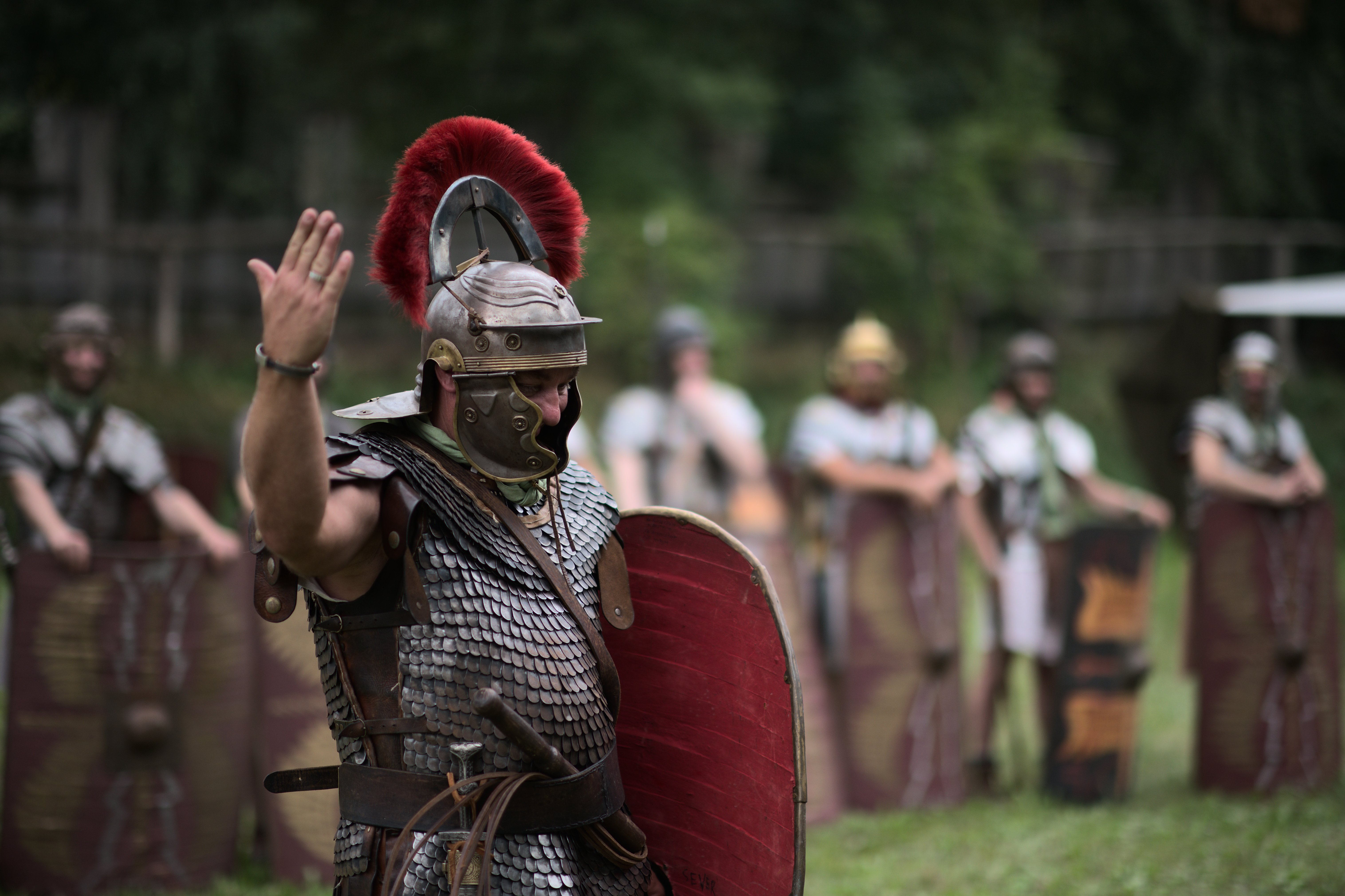
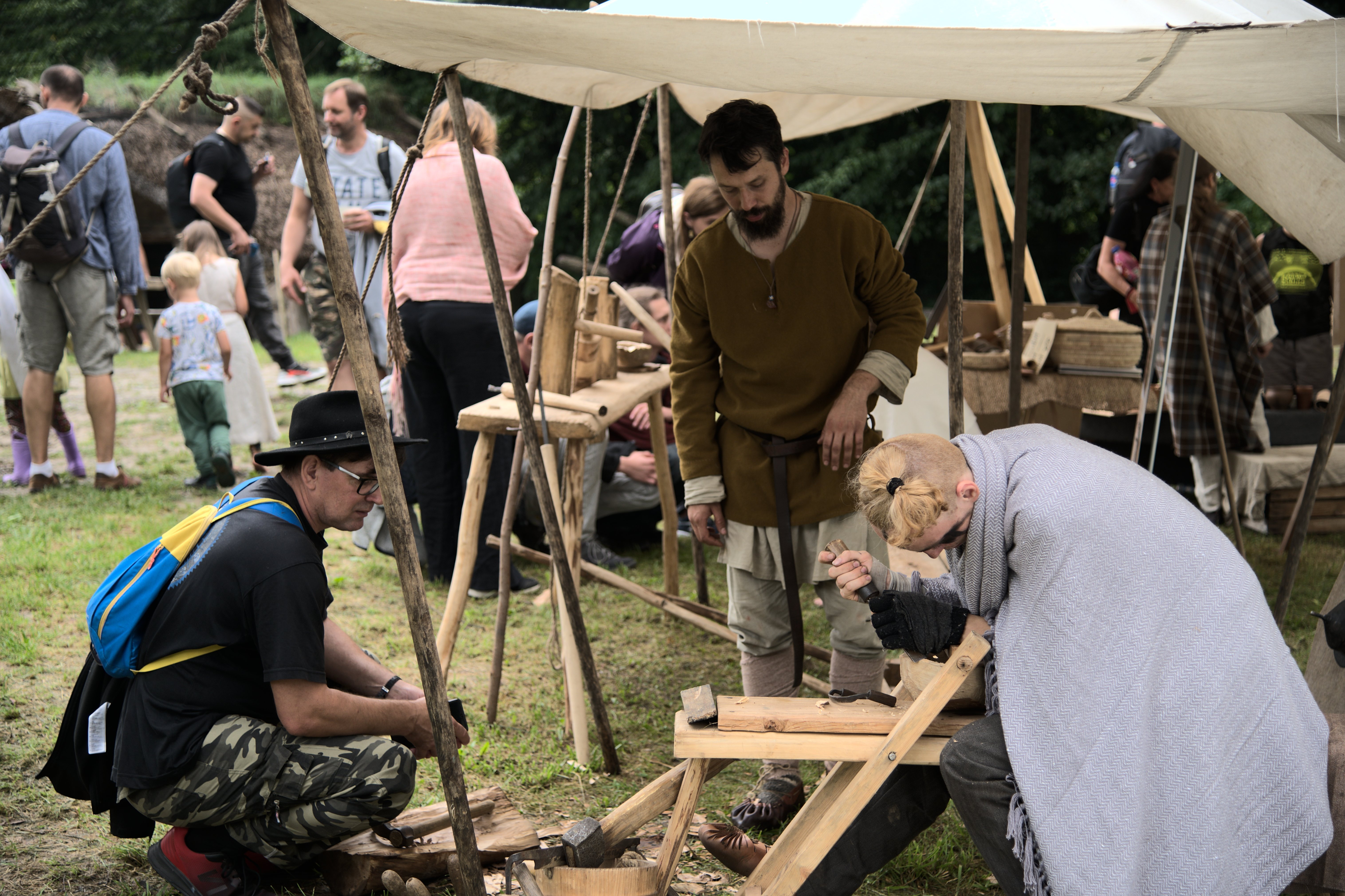
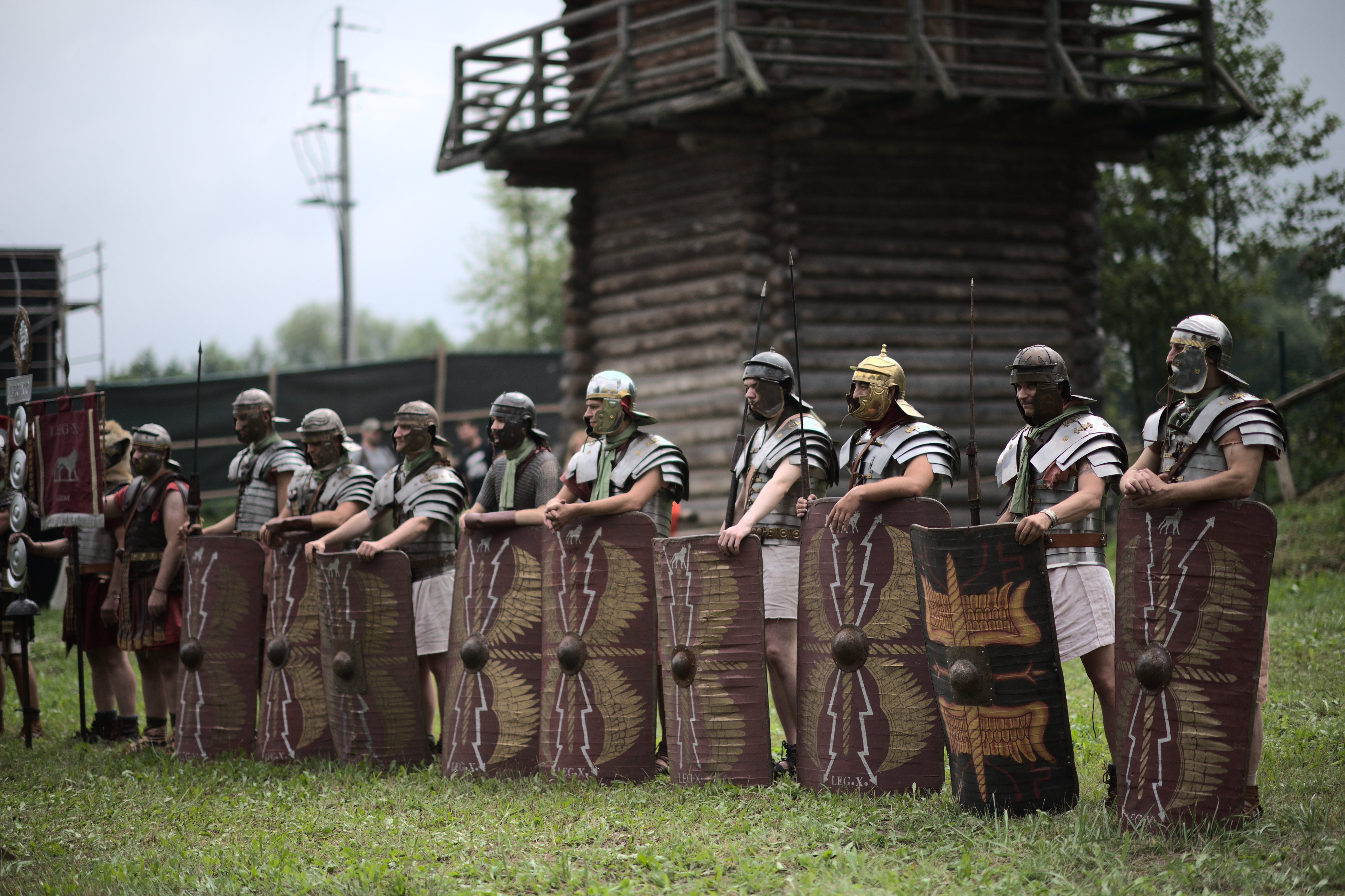
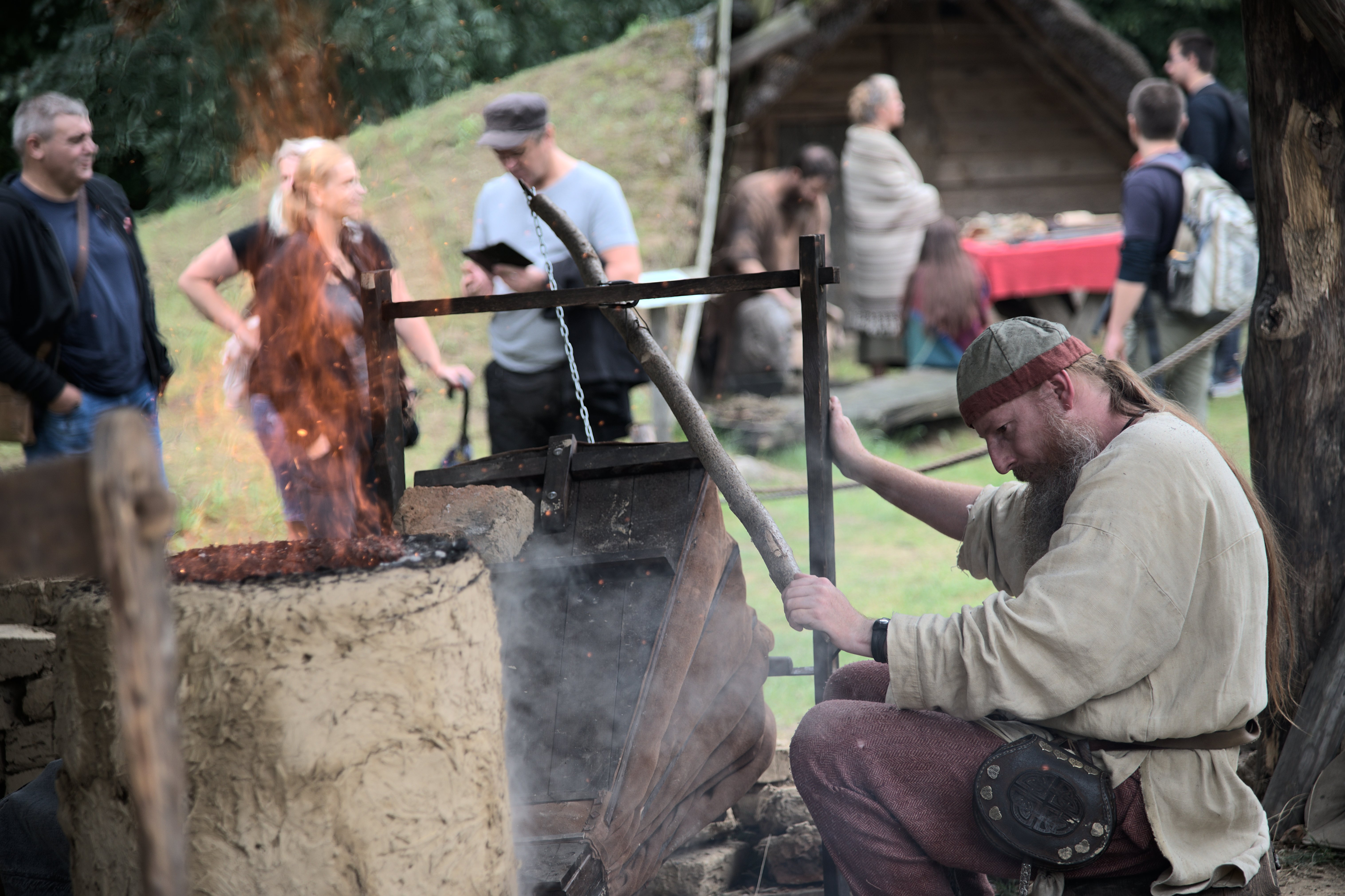

## Wójtowie Nowej Słupi
- Jan Wiącek (1990-1998)
- Władysław Orliński (1998-1999)
- Zdzisław Dudzic (1999-2006)
- Wiesław Gałka (2006-2014)
- Andrzej Gąsior (2014-2019)

## Burmistrzowie Nowej Słupi
- Andrzej Gąsior (2019-nadal)